# Георгий Ярцев
Гео́ргий Алекса́ндрович Я́рцев е бивш съветски футболист, (нападател), съветски и руски футболен треньор. Майстор на спорта на СССР. Заслужен треньор на Русия.

## Треньорска кариера
От септември 1982 год. е старши треньор на футболната школа „Нефтяник-Капотня“ Москва. От май 1984 е треньор на „Красная Пресня“ Москва.
От август 1985 е старши треньор на СК на завод „Красный богатырь“ Москва, където работи до 1988 година.
От края на 1980-ма играе за отбори от ветерани. От 1993—1994 години е главен треньор на естрадно-спортния клуб „Звездите на спорта“.
Работи като телевизионен коментатор в канал „РТР“, комментира мачове от Световния и Европейски шампионати през 1994, 1996 и 2002 години. Следват години в които тренира професионални отбори и националния отбор на Русия.
През лятото на 2016 става генерален директор на ФК „Тамбов“».
Член на партия „Единая Россия“. В хода на президентските избори през 2018 година влиза в състава на движението Putin Team, в подкрепа на Владимир Путин.

## Смърт
Умира на 15 юли 2022 година на 75 годишна възраст, в Москва. Седмица преди това е бил в треньорския щаб на ветераните на „Спартак“ на мача срещу легендите на „Зенит“. Церемонията по изпращането му се е състояла на 19 юли на Стадион Черенков в квартал Соколники. Погребан е на Преображенското гробище в Москва, където е погребан по-малкия му син Александър (2007г).

## Успехи

### Национални (футболист)
Спартак (Москва)
- Висша лига:
  -  Шампион (1): 1979
  -  Вицешампион (1): 1980
- Първа лига: (2 ниво)
  -  Шампион (1): 1977

### Национални (треньор)
Спартак (Москва)
- Висша лига:
  -  Шампион (1): 1996
- Купа на Русия:
  -  Финалист (1): 1995/96

 Спартак (Москва)
- Купа на Русия:
  -  Финалист (1): 1998/99

### Лични
- Треньр на годината версия РФС (2): 1996, 2003

## Награди и звания
- Заслужен треньор на Русия
- Заслужен работник на физическата култура на Руската Федерация (18 януари 2007) — за заслуги в развитието на физическата култура и спорт и дългогодишна добросъвестна работа[10]
- Орден Дружба (26 юни 1995) — за заслуги в развитието на физическата култура и спорт и голям личен принос във възраждането на спортното общество на „Спартак“[11]
- Медал „80 години Госкомспорт на Русия“.